# مگ ۲: گودال
مگ ۲: گودال (به انگلیسی: The Meg 2: The Trench) یک فیلم علمی تخیلی و اکشن آمریکایی-چینی محصول سال ۲۰۲۳ به کارگردانی بن ویتلی بر اساس فیلمنامه‌ای از جان هوبر، اریش هوبر، و دین جورجاریس است. این فیلم دنباله‌ای بر مگ (۲۰۱۸) محسوب می‌شود و بازیگرانی چون جیسون استاتهام، وو جینگ، سوفیا کای، پیج کندی، اسکایلر ساموئلز و کلیف کرتیس در این فیلم ایفای نقش می‌کنند.
مگ ۲ اولین نمایش جهانی خود را در جشنواره بین‌المللی فیلم شانگهای در ۹ ژوئن ۲۰۲۳ داشت و در ۴ اوت ۲۰۲۳ توسط برادران وارنر پیکچرز در ایالات متحده اکران شد. این فیلم نقدهای متفاوتی از سوی منتقدان دریافت کرد.

## خلاصه داستان
جوناس تیلور (با بازی استاتهام) در حال تحقیق روی مگالودون (نسل کوسه منقرض شده) جوانی است که با توجه به کمبود نسلش در اسارت نگهداری می‌شود. این کوسه نادر در مکانی بنام درازگودال ماریانا پیدا شده که بسیاری از افراد بدنبال کسب اطلاعات بیشتر و تحقیق درباره این گونه در این زمینه هستند و گروهی از افراد برای منافع خود (استخراج سنگ های معدنی) در محل زندگی مگالودون ها باعث فروپاشی زیست بومی آنها میشود و آنها را به سواحل اقیانوس و طبیعت انسان ها میکشاند در این میان جوناس
جیسون استاتهام و گروهش برای نجات انسان ها تلاش میکند.

## تولید

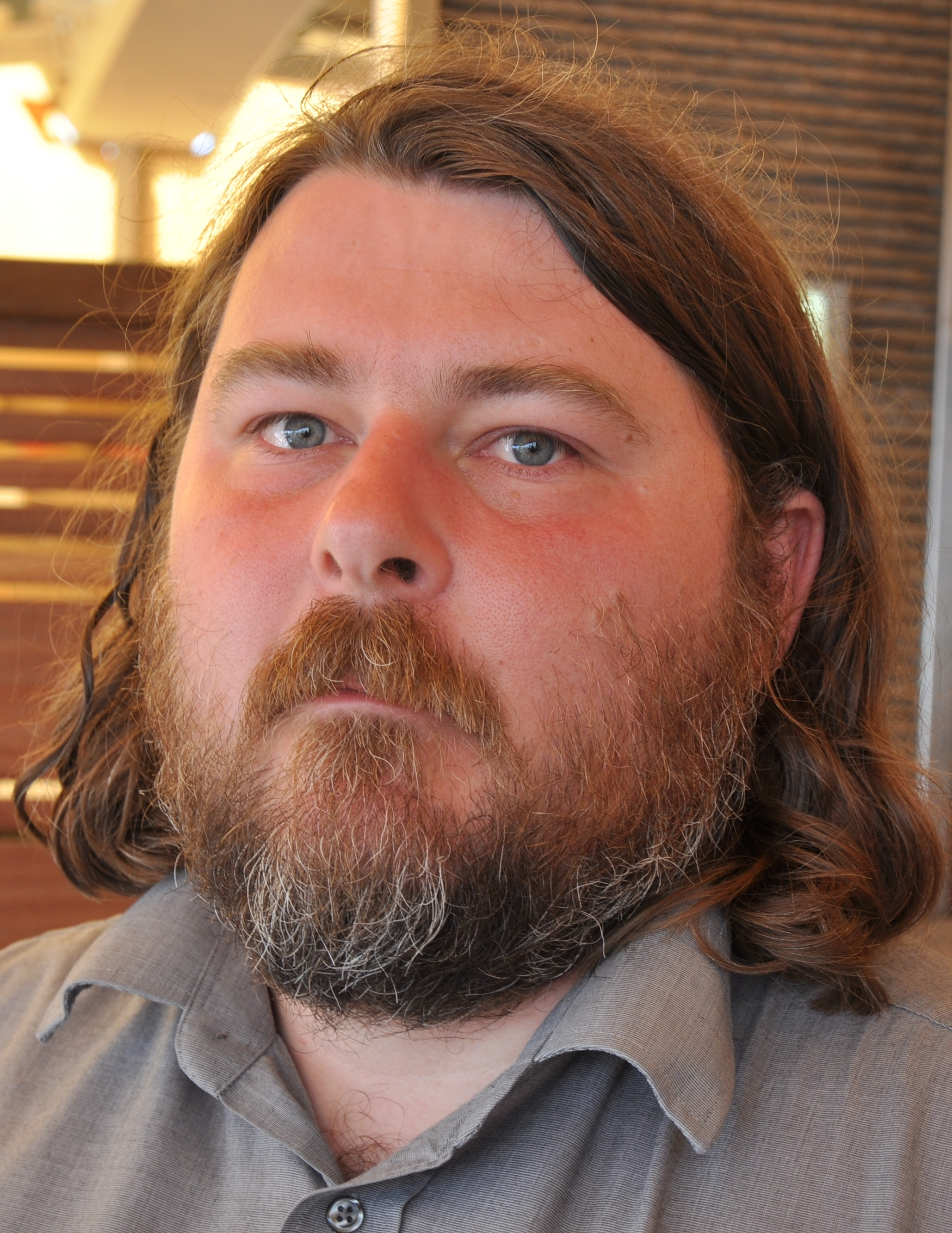
بن ویتلی کارگردان فیلم

پس از موفقیت فیلم اول در گیشه، در اکتبر ۲۰۱۸ اعلام شد که برنامه‌های ساخت دنباله آن در مراحل اولیه است. ویتلی جایگزین جان ترتلتاب به عنوان کارگردان شد. در مارس ۲۰۱۹، اعلام شد که فیلمنامه‌ای برای این فیلم در دست ساخت است. در خبرنامه سپتامبر ۲۰۲۰، استیو آلتن تأیید کرد که فیلمنامه قسمت دوم این فیلم کامل است و برای رتبه‌بندی R تعین شده‌است. در ۲۳ اکتبر ۲۰۲۰، بن ویتلی به عنوان کارگردان اعلام شد. فیلمبرداری در مکان‌های مختلف آسیا و لندن در فوریه ۲۰۲۲ آغاز شد و بسیاری از بازیگران در همان ماه تا می ۲۰۲۲ اضافه شدند.

### فیلم‌برداری
در آوریل ۲۰۲۱، استاتهام گفت که فیلمبرداری قرار است در ژانویه ۲۰۲۲ آغاز شود. تصویربرداری اصلی در استودیو برادران وارنر در ۴ فوریه ۲۰۲۲ آغاز شد. دولت استان کرابی تایلند درخواست فیلم‌برداری در سواحل آنها را به دلیل نگرانی‌های زیست‌محیطی رد کرد.

## بازخوردها
- در وب‌سایت جمع‌آوری نقد راتن تومیتوز دارای ۲۸ درصد تائیدیه از رای ۱۱۰ منتقد، با میانگین امتیاز ۴٫۵ از ۱۰ مثبت هستند. اجماع وب‌سایت چنین می‌گوید: «این بدون لحظات سرگرم‌کننده نیست، اما مگ ۲ از داستانی پراکنده رنج می‌برد که برای مدت طولانی پیش می‌آید تا در نهایت چند هیجان جالب را ارائه دهد».
- در متاکریتیک که از میانگین وزنی استفاده می‌کند، بر اساس ۳۳ منتقد، امتیاز ۴۰ از ۱۰۰ را به فیلم اختصاص داده‌است که نشان دهنده «بررسی‌های مختلط یا متوسط» است.
- تماشاگرانی که توسط سینماسکور مورد بررسی قرار گرفتند به فیلم نمره متوسط "B–" در مقیاس A+ تا F دادند.
- در پست‌ترک در نظرسنجی شرکت کردند ۷۲٪ نمره کلی مثبت به آن دادند و ۵۵٪ گفتند که قطعاً فیلم را توصیه می‌کنند.

### گیشه
پیش‌بینی می‌شد در ایالات متحده و کانادا، مگ ۲ از ۳۵۰۰ سالن سینما در آخر هفته افتتاحیه‌اش ۲۰ تا ۳۰ میلیون دلار بفروشد. در روز اول ۱۲ میلیون دلار درآمد داشت که ۳ میلیون دلار از پیش نمایش‌های پنجشنبه شب بود. تا ۲۱ آگوست ۲۰۲۳، این فیلم در ایالات متحده و کانادا ۶۷ میلیون دلار و در مناطق دیگر ۲۵۲ میلیون دلار فروش داشته است که در کل جهان ۳۱۹ میلیون دلار فروش داشته است.

## دنباله
در ژوئیه ۲۰۲۳، ویتلی بحث‌های داخلی را برای یک فیلم بالقوه سوم تأیید کرد. این فیلمساز اظهار داشت که در حالی که توسعه آن به موفقیت قسمت دوم این فیلم بستگی دارد، امیدوار است که داستان را همان‌طور که در رمان‌های استیو آلتن بیان شده‌است ادامه دهد.